# ابن النفيس
أَبُو اَلْحَسَنْ عَلَاءْ اَلدِّينْ عَلِي بْنْ أَبِي اَلْحَزْمِ اَلْخَالِدِي اَلْمَخْزُومِيَّ اَلْقُرَشِيِّ اَلدِّمَشْقِيِّ المعروف بِابْنِ اَلنَّفِيس ويعرف أحيانًا بالقَرَشي بفتح القاف والراء نسبة إلى قبيلة قريش العربية (607هـ/1210م، دمشق - 687هـ/1288 م) هو عالم موسوعي وطبيب مسلم، له إسهامات كثيرة في الطب، ويعتبر مكتشف الدورة الدموية الصغرى، وأحد رواد علم وظائف الأعضاء في الإنسان، حيث وضع نظريات يعتمد عليها العلماء إلى الآن. عين رئيسًا لأطباء مصر. ويعتبره كثيرون أعظم فيزيولوجيّي العصور الوسطى. ظل الغرب يعتمدون على نظريته حول الدورة الدموية، حتى اكتشف ويليام هارفي الدورة الدموية الكبرى.

## نسبه ومولده
هو أبو الحسن علاء الدين علي بن أبي الحزم الخالدي المخزومي، وقيل التركماني، القرشي الدمشقي المعروف بابن النفيس، ولد في مدينة دمشق بسوريا سنة 607هـ/ 1210م، وكان يحكم دمشق آنذاك السلطان العادل سيف الدين الأيوبي أخو صلاح الدين الأيوبي.

## نشأته وحياته
نشأ وتعلم بدمشق في مجالس علمائها ومدارسها. قيل إن لقبه القَرشي نسبة إلى القرش، حيث ذكر ابن أبي أصيبعة أنها قرية قرب مدينة دمشق، وتذكر دائرة المعارف الإسلامية أنه ولد على مشارف غوطة دمشق، وأصله من بلدة قُريشية قرب دمشق. والراجح أنه من قبيلة قريش من بني مخزوم من الخوالد، وورد لقبه في أول طبعة لكتابه «الموجز»: القرشي (بفتح القاف والراء). تعلم في البيمارستان النوري بدمشق، كما كان ابن النفيس معاصرًا لمؤرخ الطب الشهير ابن أبي أصيبعة، صاحب (عيون الأنباء في طبقات الأطباء)، ودرس معه الطب على ابن الدخوار.
وقد درس ابن النفيس أيضًا الفقه الشافعي، كما كتب العديد من الأعمال في الفلسفة، وكان مهتمًّا بالتفسير العقلاني للوحي. وخلافًا لبعض معاصريه والسلف، اعتمد ابن النفيس على العقل في تفسير نصوص القرآن والحديث. كما درس اللغة والمنطق والأدب.
هناك اختلاف حول تاريخ انتقاله إلى القاهرة، إلا أنه يمكن تقدير ذلك في الفترة بين عامي 633 هـ (1236م) و636 هـ (1239م) وعند انتقال ابن النفيس للقاهرة عمل في المستشفى الناصري، وبعد ذلك في مستشفى المنصوري الذي أنشأه السلطان قلاوون، حيث أصبح «رئيسًا للأطباء». كما أصبح طبيبًا خاصًا للسلطان الظاهر بيبرس بين عامي 1260 و1277.
كان لابن النفيس مجلس في داره يحضره أمراء القاهرة ووجهاؤها وأطباؤها، كما كان ابن النفيس أعزب فأغدق على بناء داره في القاهرة، وفرش أرضها بالرخام حتى إيوانها. أما عن وصفه، فقد كان نحيفًا طويل القامة أسيل الخدين، ولم تقتصر شهرته على الطب فقط، بل كان يعد من كبار علماء عصره في اللغة والفلسفة والفقه والحديث.

## إنجازاته العلمية

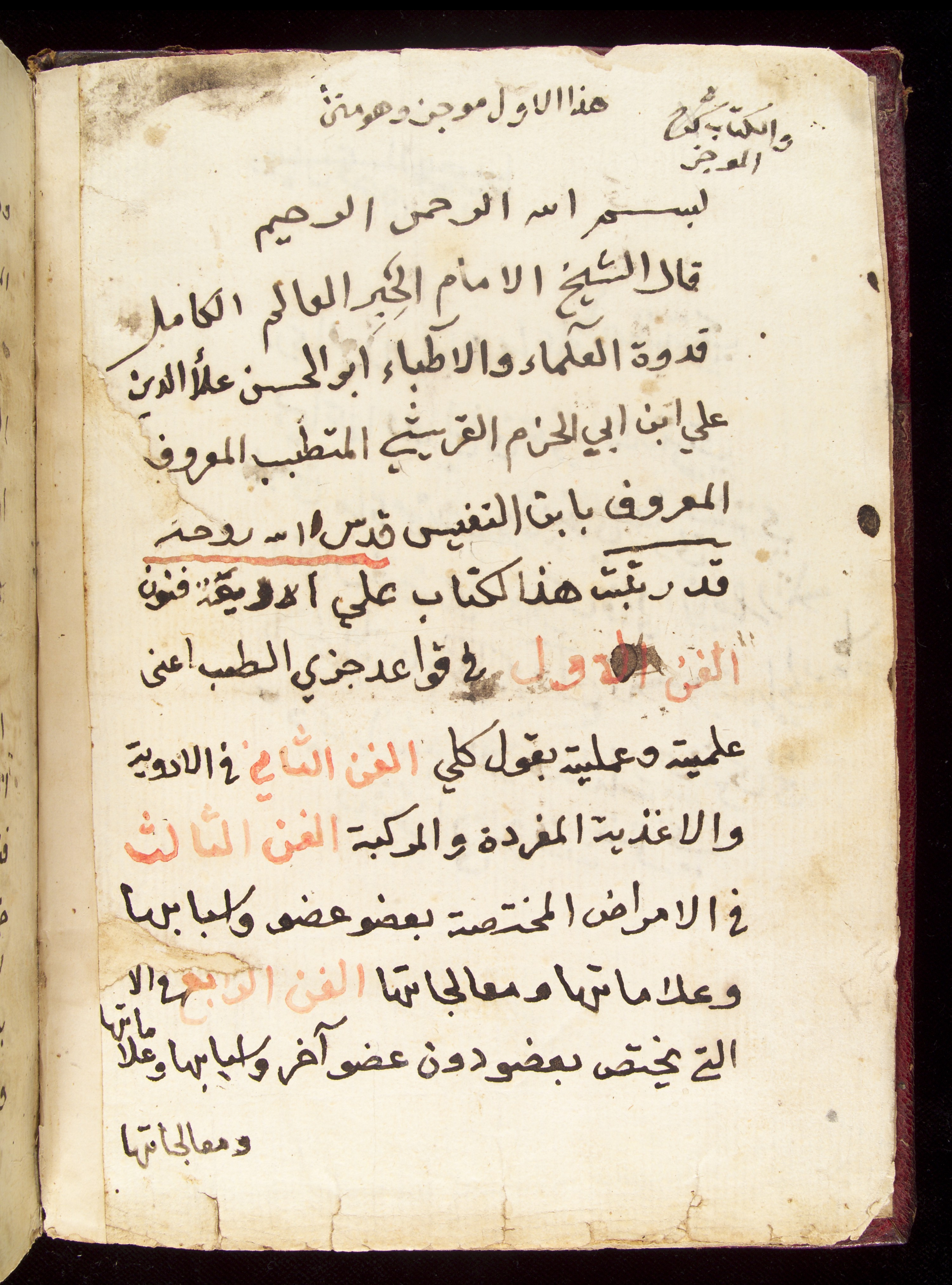
صفحة من كتاب "طب الفقراء والمساكن"، تذكر أبن النفيس.

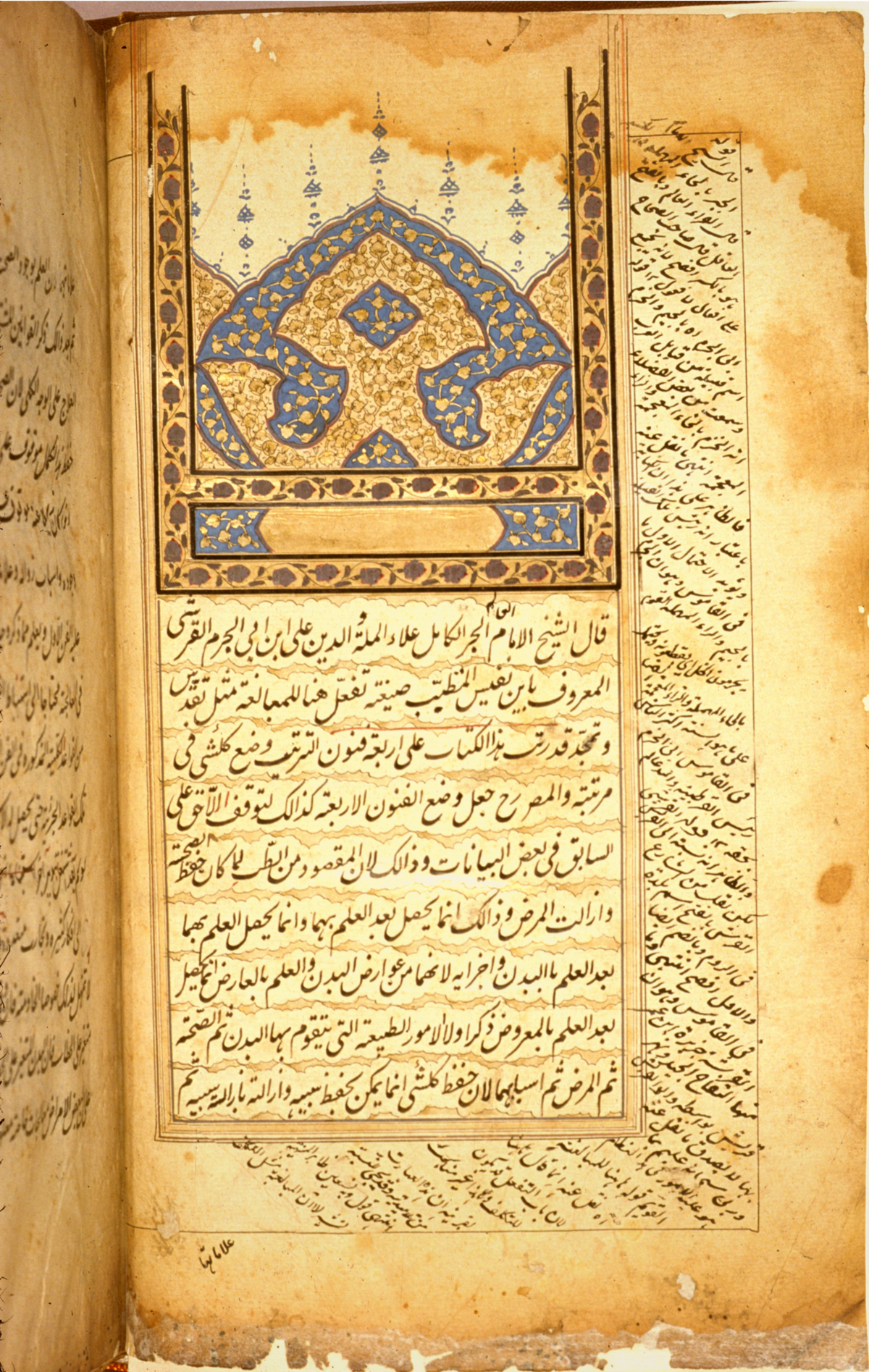
الصفحة الافتتاحية لأحد مؤلفات ابن النفيس الطبية. من المحتمل أن تكون هذه النسخة قد طبعت في الهند خلال القرن السابع عشر أو الثامن عشر.

في عام 1242م، نشر ابن النفيس أكثر أعماله شهرة، وهو كتاب «شرح تشريح قانون ابن سينا»، الذي تضمن العديد من الاكتشافات التشريحية الجديدة، وأهمها نظريته حول الدورة الدموية الصغرى وحول الشريان التاجي، وقد اعتبر هذا الكتاب أحد أفضل الكتب العلمية التي شرحت بالتفصيل مواضيع علم التشريح وعلم الأمراض وعلم وظائف الأعضاء، كما صوّب فيه العديد من نظريات ابن سينا. بعد ذلك بوقت قصير، بدأ العمل على كتابه الشامل في الصناعة الطبية، الذي نشر منه 43 مجلد في عام 1244، وعلى مدى العقود التالية، كتب 300 مجلد لكنه لم يستطع نشر سوى 80 مجلدًا قبل وفاته، وبعد وفاته حلّ كتابه هذا محل «قانون» ابن سينا موسوعة طبية شاملة في العصور الوسطى، مما جعل المؤرخين يصفونه بأنه «ابن سينا الثاني».
كان ابن النفيس قبل ذلك قد كتب كتابه «شرح الأدوية المركبة»، تعقيبًا على الجزء الأخير من قانون ابن سينا الخاص بالأدوية، وقد ترجمه «أندريا ألباجو» إلى اللاتينية في عام 1520، ونشرت منه نسخة مطبوعة في البندقية في عام 1547، والتي استفاد منها ويليام هارفي في شرحه للدورة الدموية الكبرى.
اتصفت آراء ابن النفيس في الطب بالجرأة، فقد فنّد العديد من نظريات ابن سينا وجالينوس وصوّبها.
وقام الباحث الدكتور يوسف زيدان أخيرًا بإعادة تجميع وتحقيق جزء كبير من موسوعة ابن النفيس الشامل في الصناعة الطبية على مدى عشر سنوات، ومن مختلف مكتبات العالم، من بغداد ودمشق، وحتى أوكسفورد وستانفورد وغيرها، لتُنشر بعد ذلك بالتدريج منذ عام 2000م.

### اكتشافه للدورة الدموية الصغرى
يعتبر اكتشافه للدورة الدموية الصغرى أحد أهم إنجازاته، حيث قال:
| ” | إن الدم ينقى في الرئتين من أجل استمرار الحياة وإكساب الجسم القدرة على العمل، حيث يخرج الدم من البطين الأيمن إلى الرئتين، حيث يمتزج بالهواء، ثم إلى البطين الأيسر. | “ |

كان الرأي السائد في ذلك الوقت، أن الدم يتولد في الكبد ومنه ينتقل إلى البطين الأيمن بالقلب، ثم يسري بعد ذلك في العروق إلى مختلف أعضاء الجسم.
ظل اكتشاف ابن النفيس للدورة الدموية الصغرى (الرئوية) مجهولًا للمعاصرين حتى عثر محيي الدين التطاوي عام 1924، أثناء دراسته لتاريخ الطب العربي على مخطوط في مكتبة برلين رقمه 62243 بعنوان «شرح تشريح القانون»، فعني بدراسته وأعد حوله رسالة للدكتوراه من جامعة فرايبورغ بألمانيا موضوعها «الدورة الدموية عند القرشي». ولجهل أساتذته بالعربية، أرسلوا نسخة من الرسالة للمستشرق الألماني مايرهوف (المقيم بالقاهرة وقتها)، فأيد مايرهوف التطاوي. وأبلغ الخبر إلى المؤرخ جورج سارتون الذي نشره في آخر جزء من كتابه «مقدمة إلى تاريخ العلوم».

## من أهم مؤلفاته

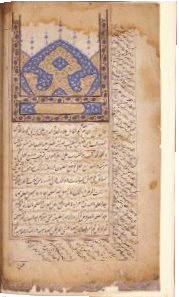
الصفحة الأولى من أحد كتب ابن النفيس الطبية. وهذه نسخة صنعت في الهند في القرن السابع عشر أو الثامن عشر الميلادي.

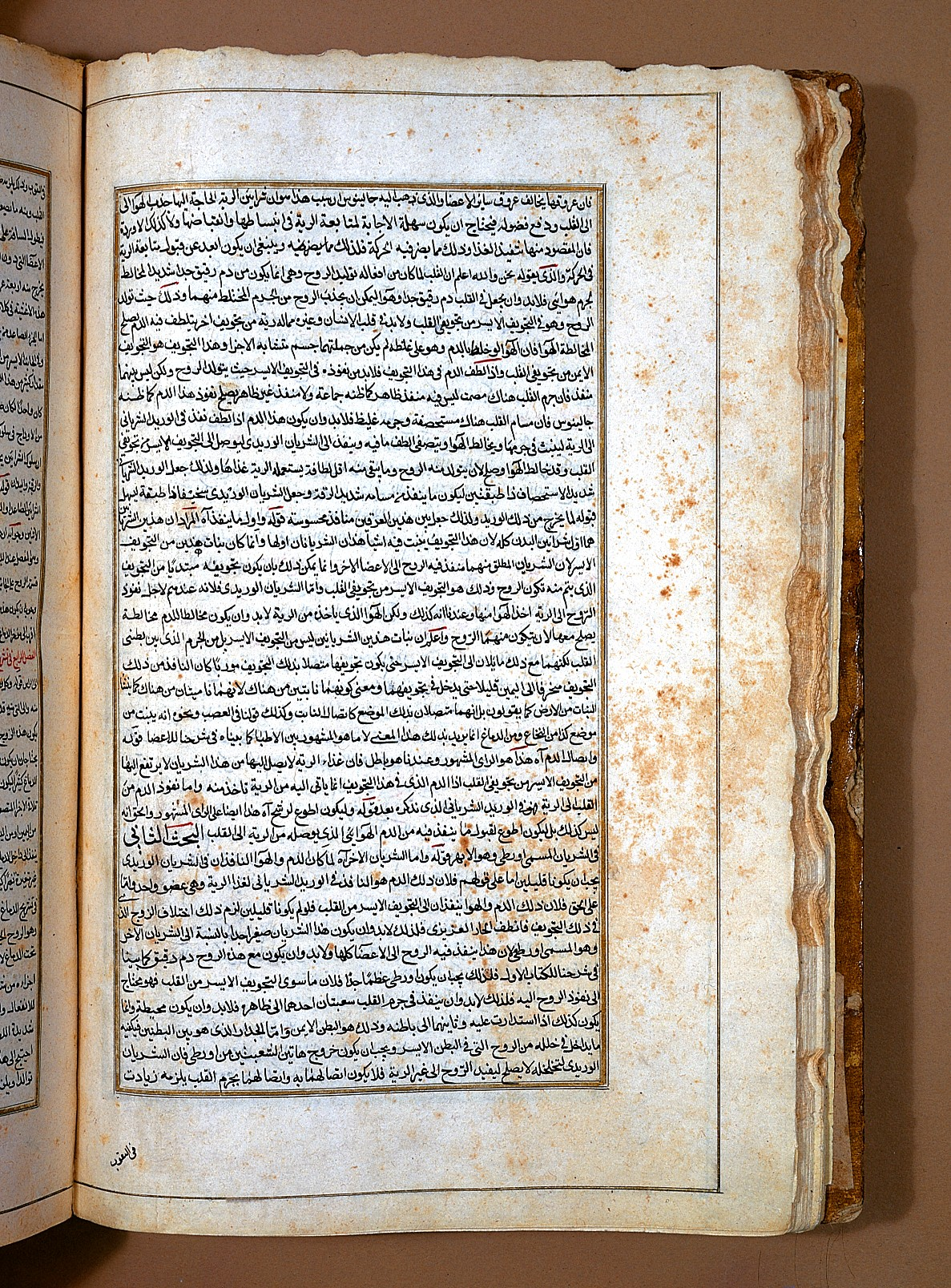
تعقيبه على القانون في الطب لابن سينا.

لقد أحصى يوسف زيدان مؤلفاته فكانت (37) مؤلفًا منها (16) مؤلفًا مفقودًا.

### في الطب
لابن النفيس العديد من المؤلفات في الطب، أهمها:
- الشامل في الصناعة الطبية أضخم موسوعة طبية كتبها شخص واحد في التاريخ الإنساني، وقد وضع مسودتها بحيث تقع في ثلاثمائة مجلد بيّض منها ثمانين. وتمثل هذه الموسوعة الصياغة النهائية والمكتملة للطب والصيدلة في الحضارة العربية الإسلامية في العصور الوسطى. وهو مطبوع[37]
- شرح تشريح القانون: جمع فيه أجزاء التشريح المتفرقة في كتاب القانون لابن سينا وشرحها، وفيه وصف الدورة الدموية الصغرى وهو الذي بيّن أن ابن النفيس قد سبق علماء الطب إلى معرفة هذا الموضوع من الفيزيولوجيا. وهو مطبوع[37]
- شرح فصول أبقراط: موجود في مكتبات برلين وجوتا وأكسفورد وباريس ومكتبة الإسكوريال، وتوجد نسخة في آيا صوفيا بتاريخ 678هـ، وقد طبع في إيران سنة 1298هـ.[38] وهو مطبوع[37]
- المهذب في الكحل المجرب: مكتبة الفاتيكان،[38] وهو مطبوع[37] وهو كتاب موسوعي في الطب يشبه كتاب (الحاوي) لأبي بكر الرازي.
- كتاب موجز القانون أو الموجز في الطب: تناول كل أجزاء القانون فيما عدا التشريح ووظائف الأعضاء.[38] وهو مطبوع[37]
- المختار في الأغذية: لم يذكر في أي ترجمة من تراجمه، ولكنه موجود في مكتبة برلين.[38] وهو مطبوع[37]
- شرح تشريح جالنيوس: (آيا صوفيا) إلا أن نسبته لابن النفيس ليست أكيدة.[38]

إضافة إلى العديد من المؤلفات الطبية الأخرى مثل:
- «بغية الطالبين وحجة المتطببين» و«بغية الفطن من علم البدن».
- «الرماد» و«شرح كتاب الأوبئة لأبقراط».[38]
- «شرح مسائل حنين بن إسحاق» و«شرح مفردات القانون».
- «تفسير العلل وأسباب الأمراض».[39]
- «شرح الهداية في الطب».
- ومن رسائله المطبوعة «رسالة الأعضاء»[37]

### مؤلفات غير طبية
كما أن له مؤلفات في اللغة والدين والفلسفة والمنطق مثل:

#### في اللغة
- «طريق الفصاحة» (نحو).

#### في الفقه
- «شرح كتاب التنبيه» لأبي إسحق إبراهيم الشيرازي (فقه شافعي).

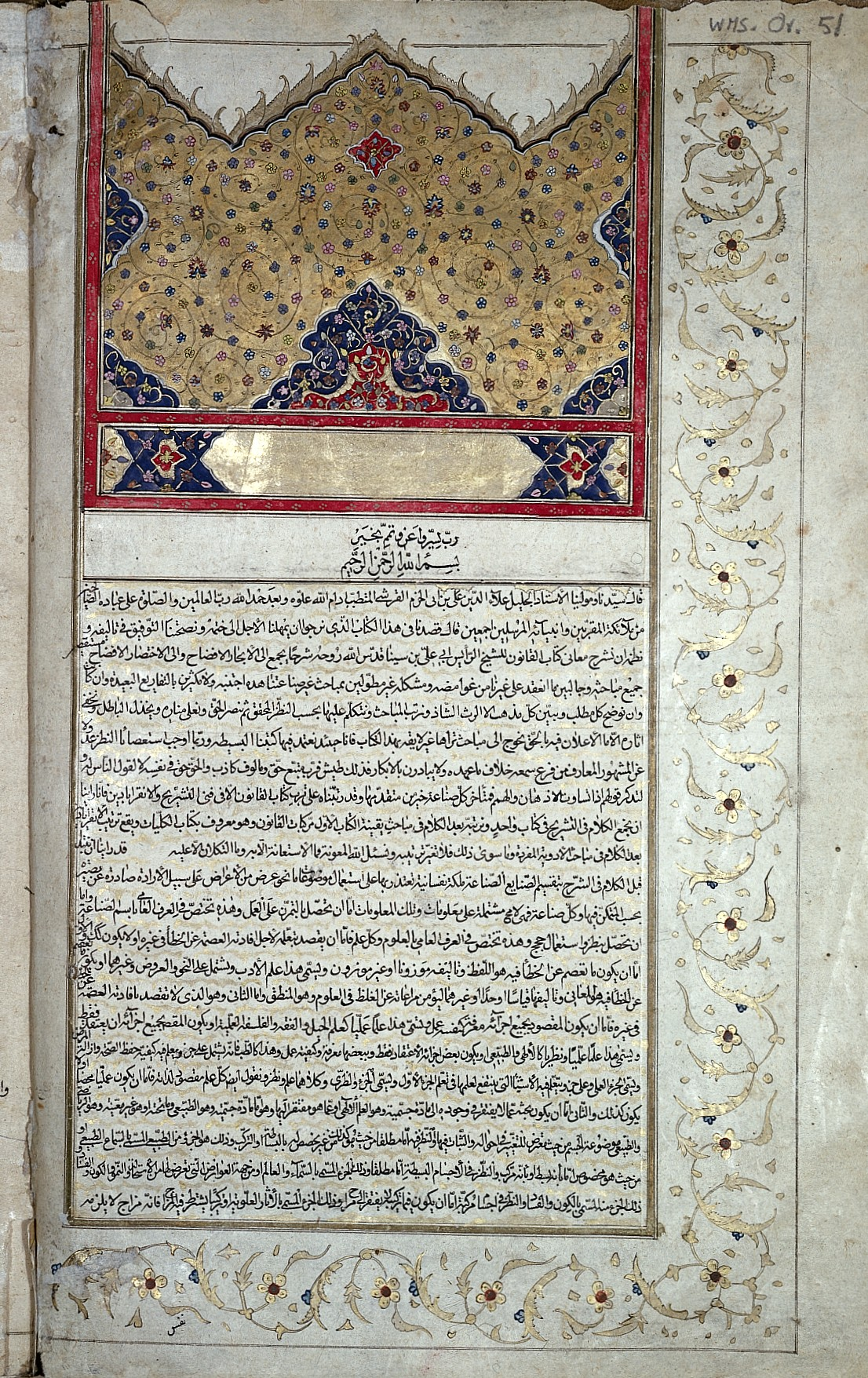
صفحة مخطوطة من شرح ابن النفيس لقانون ابن سينا.

#### في المنطق
- «شرح الإشارات» لابن سينا (المنطق).
- «شرح الهداية لابن سينا» (المنطق).
- «شرح الوريقات في المنطق» وهو مطبوع[37]

#### في السيرة النبوية
- «الرسالة الكاملية في السيرة النبوية». والمعروف أيضاً باسم «رسالة فاضل بن ناطق». وهو كتاب صغير عارض فيه رسالة حي بن يقظان (في علم الكلام).[40] وهو مطبوع.[37]

#### في علم الحديث الشريف
- «المختصر في علم أصول الحديث» وهو مطبوع.[37]

#### في المنطق والطبيعة والفلك والحساب والعلوم الإلهية
- «شرح كتاب الشفاء لابن سينا» وهو كتاب شمل المنطق والطبيعة والفلك والحساب والعلوم الإلهية.[41]

## وفاته

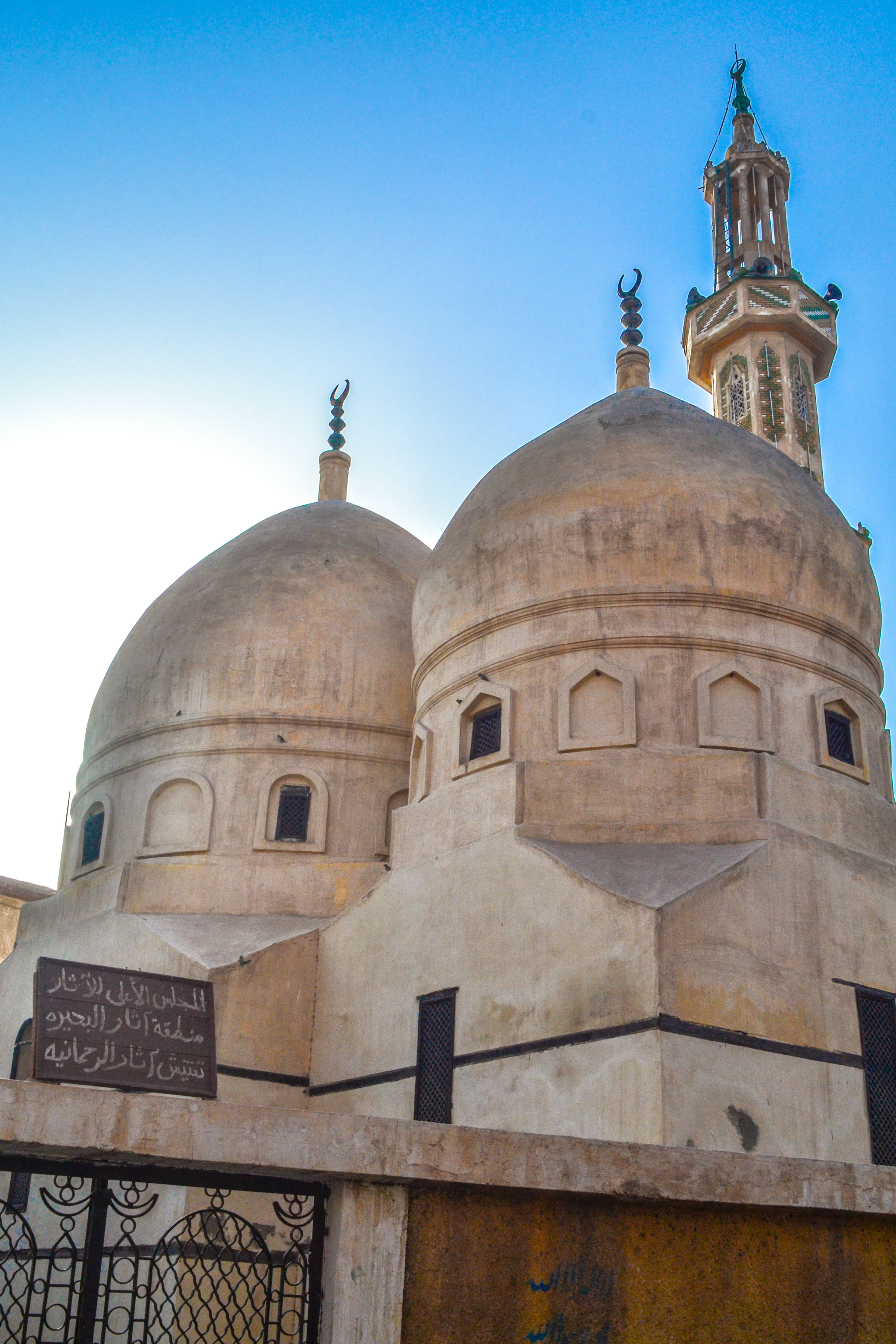
جامع ابن النفيس وضريحه بمدينة الرحمانية.

بقيَ ابنُ النفيس حتى وفاته في القاهرة، وعندما بلغ الثمانين من العمر مرض ستة أيام مرضًا شديدًا وحاول الأطباء أن يعالجوه بالخمر وهو يقاسي عذاب المرض قائلًا:
«لا ألقى الله وفي جوفي شيءٌ من الخمر.»
ولم يطل به المرض فقد توفيَ في فجر يوم الجمعة الموافق (21 ذي القعدة 687 هـ / 17 ديسمبر 1288م)، وقد أوقف داره وكتبه وكل ما له على المستشفى المنصوري في القاهرة قائلًا: «إن شموع العلم يجب أن تضيء بعد وفاتي». ويوجد مسجد في مدينة الرحمانية بمحافظة البحيرة ينسب إليه، به ضريحه.

## وصلات خارجية
- من هو ابن النفيس
- إسكندر، ألبرت ز. (2008) [1970-80]. "ابن النفيس، علاء الدين أبو الحسن علي بن أبي الحرم القرشي". Dictionary of Scientific Biography. Encyclopedia.com. مؤرشف من الأصل في 2016-03-07.